# Hyptidendron
Hyptidendron és un gènere d'angiospermes, originari de la Sud-amèrica tropical, pertanyent a la família de les lamiàcies.

## Morfologia
Són arbres, arbustos o subarbustos, sovint aromàtics, sovint amb tricomes ramificats. Les fulles són dentades i simples. Presenten unes inflorescències, terminals o axil·lars, en forma de panícules bracteades, o cims axil·lars, amb moltes flors. Les bràctees sovint tenen forma de fulla, i de vegades es presenten visibles pèls blancs o porpra, bracteoles inconspiqües. Les flors poc pedicel·lades tenen un calze des de tubular a infundibuliforme, recte. Són flors actinomorfes a lleugerament zigomorfes, amb 5 lòbuls, iguals o lleugerament desiguals amb un lòbul posterior més llarg. La corol·la infundibuliforme fortament bilabiada i pentalobulada, amb una coloracio porpra-blavosa o lila, rarament blanca.
Els estams tenen els filaments peluts. L'estil acaba en un disc dèbilment tetralobulat, lòbuls generalment alternants amb els lòbuls de l'ovari, dèbilment mucilaginòs. Dotació citogenètica: 2n = x = 64.